# Abschuss eines Mil-Mi-8-Militärhubschraubers nahe Xocavənd 1991
Der Abschuss des Mil-Mi-8-Militärhubschraubers nahe der Stadt Xocavend 1991, bekannt auch als „Tragödie von Garakend“ (aserbaidschanisch Qarakənd faciəsi) ereignete sich am 20. November 1991 im Dorf Garakend unweit der aserbaidschanischen Stadt Xocavənd in der Bergkarabach-Region. Alle 22 Insassen (19 Passagiere und 3 Besatzungsmitglieder) verloren dabei ihr Leben.

## Überblick
Mit der Zuspitzung bewaffneter Zusammenstöße zwischen armenischen und aserbaidschanischen Militäreinheiten in Bergkarabach wurde auf unmittelbare Vermittlung von Boris Jelzin und Nursultan Nasarbajew das sogenannte Schelesnowodsker Communique (Erklärung) verabschiedet, um einen Friedensprozess zwischen den verfeindeten Parteien zu initiieren. Zu diesem Zweck führte der russische Präsident im September 1991 Gespräche in Baku, Gəncə, Stepanakert (Xankəndi) und Jerewan. Die Vereinbarung sah unter anderem die Entsendung einer Beobachtermission in das Autonome Gebiet Bergkarabach vor, der auch russische und kasachische Vertreter angehören sollten.

## Abschuss

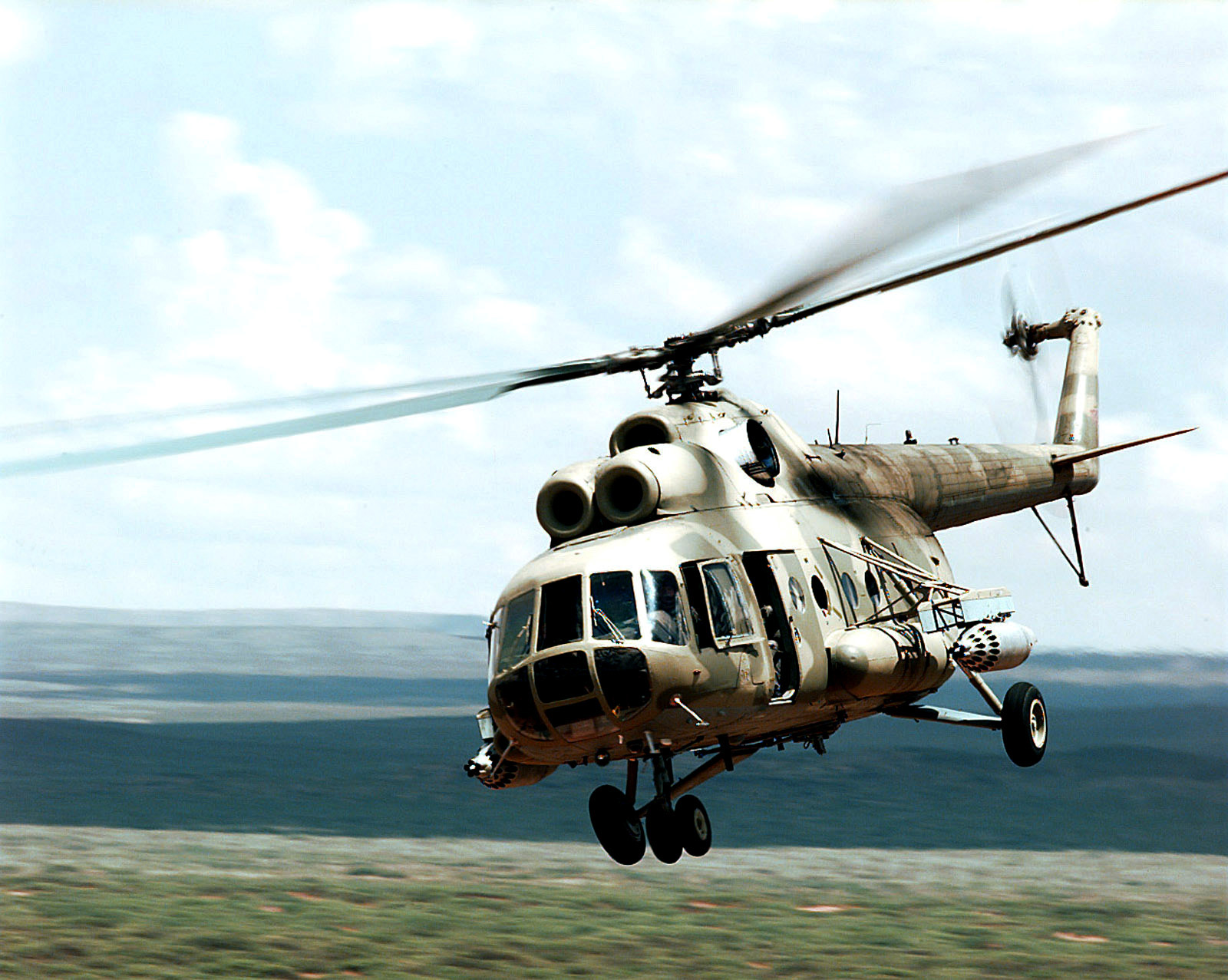
Ein Mil Mi-8, der Hubschraubertyp, der abgeschossen wurde

Mit dem erneuten Gewaltausbruch in Xocavənd Anfang November 1991 kamen die Friedensgespräche zum Stillstand. Um sich ein Bild über die Situation in der Stadt zu verschaffen, begab sich am 20. November eine Beobachtermission, die sich aus hohen aserbaidschanischen, russischen und kasachischen Staatsbeamten sowie einigen Journalisten zusammensetzte, mit einem Mil-Mi-8-Militärhubschrauber von Ağdam nach Xocavənd. Um 14:42 Uhr Ortszeit wurde das zu den Inneren Truppen der UdSSR gehörende Luftfahrzeug drei Kilometer westlich von Xocavend im Dorf Garakend mit einer ZSU-23-4-Selbstfahrlafette und einem 2K12-Kub-Flugabwehrraketensystem abgeschossen.

## Untersuchungen
Die Beteuerungen der armenischen Seite, der Helikopter sei angeblich im Nebel gegen einen Felsen geprallt und abgestürzt (diese Version vertrat zunächst die russische Nachrichtenagentur TASS, auf die sich auch Armenien stützte), wurde vom Befehlshaber der Inneren Truppen der UdSSR, Wasilij Sawin, zurückgewiesen. Nach der Inspektion der Absturzstelle durch die Ermittler des sowjetischen Innenministeriums fand der Abschuss der Flugmaschine mit einem bodengestützten Raketensystem seine Bestätigung.
Das Nationale Sicherheitsministerium der Republik Aserbaidschan bezeichnete den Abschuss als Terrorakt. Das Land wurde von einer neuen Entrüstungs- und Protestwelle erfasst. Der amtierende Präsident Ajas Mutallibow wurde aufgefordert, entweder für Ordnung in Bergkarabach zu sorgen oder zurückzutreten. Nach tagelangen Kundgebungen beschloss die aserbaidschanische Regierung am 26. November 1991, das Kriegsrecht über das abtrünnige Gebiet zu verhängen und alle Friedensverhandlungen mit Armenien auf Eis zu legen. Am nächsten Tag hob die Nationalversammlung Aserbaidschans per Dekret den autonomen Status von Bergkarabach auf und beschloss, eine Direktherrschaft über die Region wiederherzustellen. Zudem wurde die Stadt Stepanakert in Xankəndi umbenannt.

## Liste der Getöteten
- Tofik Ismailow – Staatssekretär der Republik Aserbaidschan
- Ismat Gajibow – Generalstaatsanwalt der Republik Aserbaidschan
- Sulfi Hadschijew – Stellvertretender Premierminister der Republik Aserbaidschan
- Osman Mirsajew – Journalist, Chef der Präsidialadministration der Republik Aserbaidschan
- Məhəmməd Əsədov – Innenminister der Republik Aserbaidschan
- Wagif Dschafarow – Abgeordneter der Nationalversammlung Aserbaidschans
- Wali Mammadow – Abgeordneter der Nationalversammlung Aserbaidschans
- Gurban Namasalijew – Erster stellvertretender Minister für Melioration und Wasserwirtschaft der Republik Aserbaidschan
- Igor Plawski – Staatsanwalt des Autonomen Gebiets Bergkarabach (AGB)
- Wladimir Kowaljow – Generalmajor, Chef der Abteilung für innere Angelegenheiten des AGB
- Sergej Iwanow – Abteilungsleiter im Nationalen Sicherheitsministerium des AGB
- Nikolai Schinkin – Generalmajor, stellvertretender Kommandant des Transkaukasischen Militärkreises der inneren Truppen und Militärkommandeur des AGB
- Sanlal Serikow – Stellvertretender Innenminister der Republik Kasachstan
- Michail Lukaschow – Generalmajor des russischen Innenministeriums
- Oleg Kotscherew – Generalleutnant des russischen Innenministeriums
- Ali Mustafajew – Journalist des staatlichen aserbaidschanischen Fernsehsenders AzTV
- Rafig Mammadow – Berater des Staatssekretärs der Republik Aserbaidschan
- Arif Husejnsadeh – Lichttechniker, AzTV
- Fachraddin Schahbasow – Kameramann, AzTV
- Wjatscheslaw Kotow – Leutnant, Chef der Flugbesatzung
- Gennadi Domow – Major, Mitglied der Flugbesatzung
- Dmitri Jarowenko – Sergeant, Mitglied der Flugbesatzung[7]